# Rhaphidolejeunea fleischeri
Rhaphidolejeunea fleischeri är en bladmossart som först beskrevs av Franz Stephani, och fick sitt nu gällande namn av Herz.. Rhaphidolejeunea fleischeri ingår i släktet Rhaphidolejeunea och familjen Lejeuneaceae. Inga underarter finns listade i Catalogue of Life.